# Agaton (Opanasenko)
Agaton, imię świeckie Wiaczesław Ołeksandrowycz Opanasenko (ur. 13 listopada 1977 w Charkowie) – biskup Rosyjskiego Kościoła Prawosławnego, wcześniej w latach 2021–2022 Ukraińskiego Kościoła Prawosławnego Patriarchatu Moskiewskiego.

## Życiorys
Urodził się w rodzinie robotniczej. Średnie wykształcenie uzyskał w rodzinnym mieście. W latach 1994–1995 posługiwał w soborze Zwiastowania w Charkowie jako hipodiakon i zakrystian.
W 1999 r. ukończył seminarium duchowne w Odessie, a w 2003 r. – Kijowską Akademię Duchowną. W latach 2003–2004 był wykładowcą w seminarium duchownym w Charkowie.
6 lipca 2004 r. został posłusznikiem w ławrze Peczerskiej. 20 września tego samego roku został przez arcybiskupa wyszhorodzkiego Pawła postrzyżony w riasofor z dotychczasowym imieniem, przyjmując nowego patrona – św. Wacława Czeskiego. 11 października 2004 r. z rąk arcybiskupa władywostockiego i nadmorskiego Beniamina otrzymał święcenia diakońskie. 23 marca 2005 r. przed arcybiskupem wyszhorodzkim Pawłem złożył wieczyste śluby mnisze z imieniem Agaton, ku czci św. Agatona Pieczerskiego. 11 września 2006 r. z rąk tego samego hierarchy przyjął święcenia kapłańskie. 28 sierpnia 2008 r. został podniesiony do godności ihumena, a 28 sierpnia 2015 r. otrzymał godność archimandryty.  Niósł posługę w ławrze Peczerskiej (m.in. był pomocnikiem dziekana oraz sprawował pieczę nad szatami liturgicznymi).
Postanowieniem Świętego Synodu został 17 sierpnia 2021 r. nominowany na biskupa koktebelskiego, wikariusza eparchii teodozyjskiej. Jego chirotonia biskupia odbyła się 28 sierpnia 2021 r. w soborze Zaśnięcia Matki Bożej w ławrze Peczerskiej, pod przewodnictwem metropolity kijowskiego i całej Ukrainy Onufrego.